# Semiothisa azataria
Semiothisa azataria är en fjärilsart som beskrevs av Swinh 1893. Semiothisa azataria ingår i släktet Semiothisa och familjen mätare. Inga underarter finns listade i Catalogue of Life.